# 大同市
大同市（だいどう-し）は、中国山西省北部に位置する地級市。 省都の太原市に次ぐ山西省第二の都市である。

## 地理

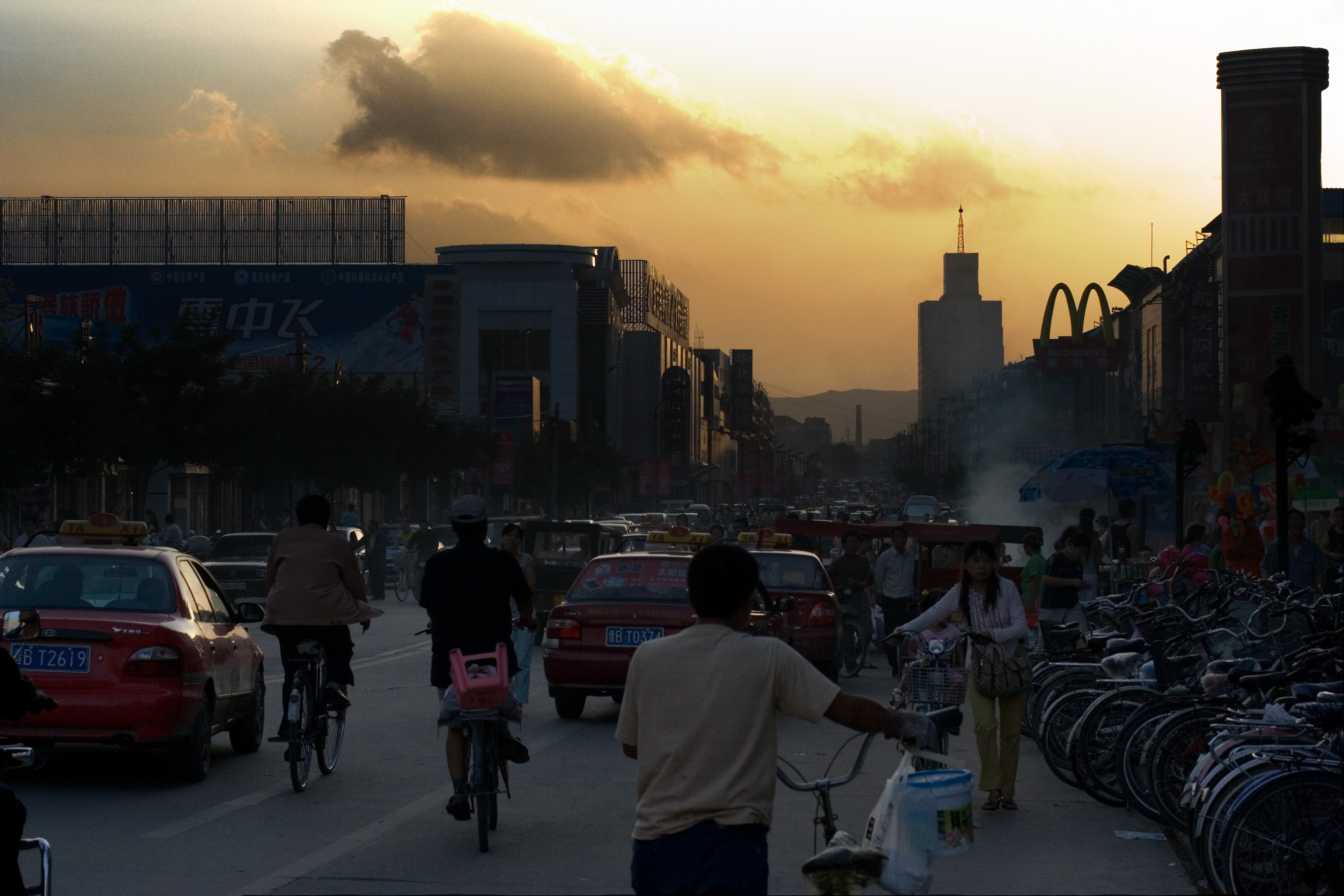
大同市街地の夕景

大同市は山西省の最北端の大同盆地、黄土高原の東北部に位置している。桑乾河やその支流・御河が東の張家口市方面へ流れる。北部は長城により内モンゴル自治区ウランチャブ市の豊鎮市・涼城県に接し、西南は朔州市及び忻州市と隣接している。

## 歴史
戦国時代には、趙の版図であった大同は雲中郡・雁門郡・代郡が設置されていた。秦による中国統一後は、雁門郡の下に平城県が設置され、後漢末に廃止されている。モンゴルに近い大同は農耕経済と遊牧経済の接点に位置する地勢的条件により両文明の影響を強く受けている。前漢の建国者の劉邦は大同付近の白登山で匈奴冒頓単于との間で戦火を交え敗北している（白登山の戦い）。

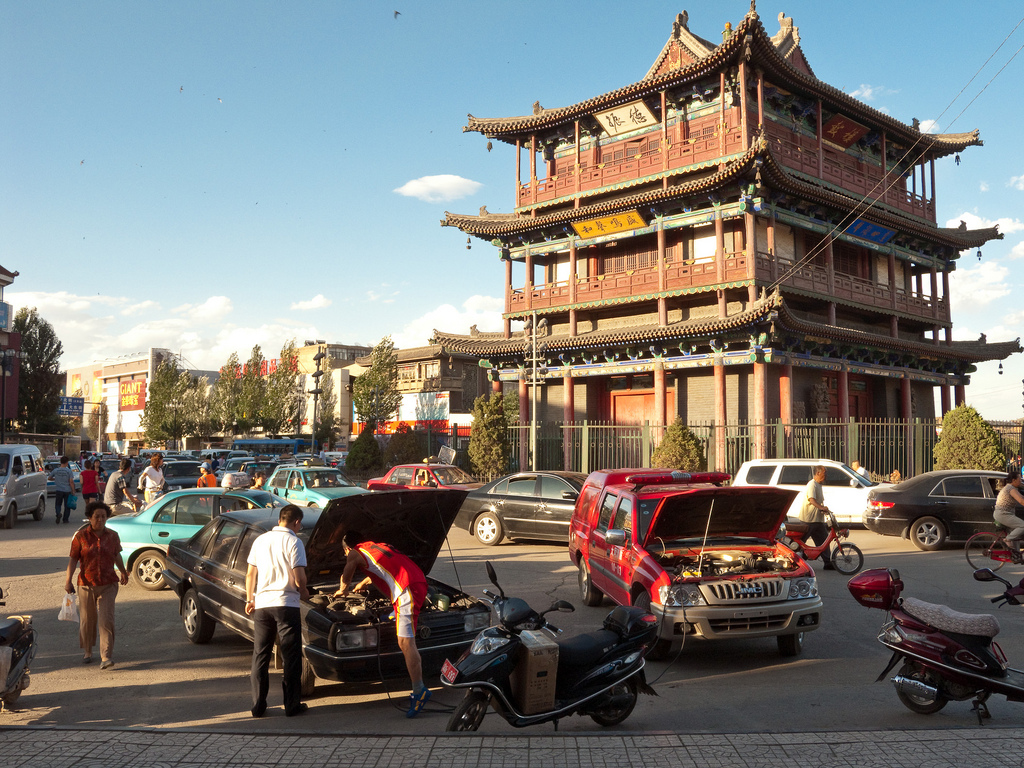
大同鼓楼

南北朝時代になると、北魏により平城県（432年から439年までは万年県と改称）が再設置され、398年（天興元年）から494年（太和18年）にかけて国都とされ、付近には石窟寺院である雲崗洞窟を残している。平城県は孝昌年間に廃止されたが、北斉により太平県として再設置、北周により雲中県、隋代には開皇年間に雲内県と改称されている。
唐が成立すると、618年（武徳元年）に北恒州州治とされた。640年（貞観14年）に雲内県は廃止となり、新たに定襄県が設置され、雲州州治とされた。730年（開元18年）に定襄県は雲中県と改称している。五代十国時代、北方で勢力を伸ばした遼の援助により後晋を建国した石敬瑭は、援助の代償として燕雲十六州を遼に割譲した。遼は1044年（重熙13年）に雲州を昇格させ、副都の一つとして西京大同府を設置した。1048年（重熙17年）に大同県が新設され、大同府治とされた。
1265年（至元2年）、元は雲中県を廃止し、大同県に編入した。1288年（至元25年）には大同路路治、明清代には大同府の府治とされた。明代では北元に対抗すべく万里の長城を修築するなど、防衛政策を強化する必要に迫られた。大同は長城付近への物資輸送における中継地点として重要な役割を果たした。
中華民国が成立すると、大同府は廃止となり、大同県の管轄とされた。1949年には大同県城区に大同市を設置、察哈爾省の管轄とした。1952年に山西省管轄の地級市、1958年に県級市、1961年に地級市、1970年に県級市とされたが、1972年に地級市に昇格し現在に至る。

## 行政区画
4市轄区・6県を管轄する。
- 市轄区：
  - 平城区・雲岡区・新栄区・雲州区
- 県：
  - 天鎮県・霊丘県・陽高県・左雲県・広霊県・渾源県

| 大同市の地図                                                            |
| ----------------------------------------------------------------------- |
| 平 城 区 雲岡区 新栄区 雲州区 陽高県 天鎮県 広霊県 霊丘県 渾源県 左雲県 |

### 年表
この節の出典

#### 察哈爾省大同市
- 1949年10月1日 - 中華人民共和国察哈爾省大同市が発足。一区から三区までの区・口泉鉱区が成立。(4区)
- 1952年11月15日 - 察哈爾省の分割により、山西省大同市となる。

#### 察哈爾省雁北専区
- 1949年10月1日 - 中華人民共和国察哈爾省雁北専区が成立。大同県・陽高県・広霊県・霊丘県・渾源県・応県・懐仁県・山陰県・朔県・平魯県・右玉県・左雲県が発足。(12県)
- 1950年1月 - 広霊県の一部が察南専区蔚県に編入。(12県)
- 1952年11月15日 - 察哈爾省の分割により、山西省雁北専区となる。

#### 山西省大同市(第1次)
- 1953年4月22日 - 三区の一部が分立し、四区が発足。(5区)
- 1954年4月14日 - 一区・二区が合併し、城区が発足。(4区)
- 1954年6月1日 - 三区・四区が合併し、郊区が発足。(3区)
- 1955年6月3日 - 口泉鉱区が口泉区に改称。(3区)
- 1958年6月4日 - 大同市が雁北専区に編入。

#### 山西省雁北専区(1952年-1956年)
- 1952年11月15日 - 察哈爾省の分割により、察哈爾省雁北専区が山西省雁北専区となる。(13県)
  - 察哈爾省天鎮県を編入。
- 1954年4月9日 - 大同県・懐仁県が合併し、大仁県が発足。(12県)
- 1956年5月18日 - 雁北専区が忻県専区と合併し、晋北専区の発足により消滅。

#### 山西省雁北専区(1956年-1958年)
- 1956年6月25日 - 晋北専区陽高県・天鎮県・広霊県・霊丘県・渾源県・応県・山陰県・朔県・平魯県・左雲県・右玉県・大仁県を編入。雁北専区が成立。(12県)
- 1958年6月4日 - 大同市を編入。大同市が県級市に降格。(1市12県)
- 1958年11月3日 - 雁北専区が忻県専区と合併し、晋北専区の発足により消滅。

#### 晋北専区(1958年-1961年)
- 1958年11月3日 - 忻県専区(17県)・雁北専区(1市12県)が合併し、晋北専区が発足。(1市29県)
- 1958年11月21日 (1市15県)
  - 陽曲県が太原市郊区に編入。
  - 大仁県が大同市・山陰県に分割編入。
  - 天鎮県が陽高県に編入。
  - 応県が山陰県に編入。
  - 平魯県が朔県に編入。
  - 広霊県が渾源県に編入。
  - 右玉県が左雲県に編入。
  - 保徳県が河曲県・興県に分割編入。
  - 偏関県が河曲県に編入。
  - 神池県が五寨県・寧武県に分割編入。
  - 岢嵐県が五寨県に編入。
  - 崞県・代県の各一部が合併し、原平県が発足。
  - 崞県の残部が寧武県に編入。
  - 代県の残部が繁峙県に編入。
  - 忻県・定襄県が合併し、忻定県が発足。
  - 嵐県が静楽県に編入。
- 1960年1月7日 (1市19県)
  - 山陰県の一部が分立し、応県が発足。
  - 渾源県の一部が分立し、広霊県が発足。
  - 河曲県の一部が分立し、保徳県・偏関県が発足。
- 1961年6月2日 
  - 大同市・陽高県・広霊県・霊丘県・渾源県・応県・山陰県・朔県・左雲県が雁北専区に編入。
  - 忻定県・寧武県・静楽県・五台県・繁峙県・原平県・興県・保徳県・河曲県・偏関県・五寨県が忻県専区に編入。

#### 山西省雁北地区(1961年-1993年)
- 1961年6月2日 - 晋北専区大同市・陽高県・広霊県・霊丘県・渾源県・応県・山陰県・朔県・左雲県を編入。雁北専区が成立。(1市8県)
- 1961年7月9日 (1市11県)
  - 陽高県の一部が分立し、天鎮県が発足。
  - 左雲県の一部が分立し、右玉県が発足。
  - 朔県の一部が分立し、平魯県が発足。
- 1961年11月22日 - 大同市が地級市の大同市に昇格。(11県)
- 1962年8月27日 - 河北省張家口専区陽原県の一部が広霊県に編入。(11県)
- 1965年7月14日 - 大同市大同県・懐仁県を編入。(13県)
- 1970年1月11日 - 雁北専区が雁北地区に改称。(13県)
- 1970年3月21日 - 大同市を編入。大同市が県級市に降格。(1市13県)
- 1972年3月9日 - 大同市が地級市の大同市に昇格。(13県)
- 1988年3月24日 (10県)
  - 朔県・平魯県が合併し、地級市の朔州市となる。
  - 山陰県が朔州市に編入。
- 1993年6月25日 
  - 左雲県・大同県・陽高県・天鎮県・渾源県・広霊県・霊丘県が大同市に編入。
  - 懐仁県・右玉県・応県が朔州市に編入。

#### 山西省大同市(第2次)
- 1961年11月22日 - 雁北専区大同市が地級市の大同市に昇格。城区・口泉区・懐仁区・古城区が成立。(4区)
- 1964年10月31日 (2区2県)
  - 古城区が県制施行し、大同県となる。
  - 懐仁区が県制施行し、懐仁県となる。
- 1965年7月14日 - 大同県・懐仁県が雁北専区に編入。(2区)
- 1966年5月26日 - 城区・口泉区の各一部が合併し、郊区が発足。(3区)
- 1970年3月21日 - 大同市が雁北地区に編入。

#### 山西省大同市(第3次)
- 1972年3月9日 - 雁北専区大同市が地級市の大同市に昇格。城区・南郊区・鉱区・新栄県が成立。(3区1県)
- 1972年4月5日 - 新栄県が区制施行し、新栄区となる。(4区)
- 1993年6月25日 - 雁北地区左雲県・大同県・陽高県・天鎮県・渾源県・広霊県・霊丘県を編入。(4区7県)
- 2018年2月9日（4区6県）
  - 城区・南郊区の各一部が合併し、平城区が発足。
  - 砿区および城区の残部・南郊区の一部が合併し、雲岡区が発足。
  - 南郊区の残部が新栄区に編入。
  - 大同県が区制施行し、雲州区となる。

## 経済
大同市は鉱物資源に恵まれ、大同炭田における石炭以外に、銅、鉄、金、銀、アルミニウム、亜鉛などの鉱石以外に石墨、リン、長石、ウンモ、石灰石などが産出され、環渤海経済圏に対する重要な原料供給地となっている。またこれらの原料を用いた重工業も発展している。

## 交通
航空
- 大同雲岡空港:北京・広州・上海・武漢市・鄭州・海口・長治との航空便がある

鉄道
- 大同駅 - 京包線、同蒲線（中国語版）が発着する在来線の駅。
- 大同南駅（中国語版） - 張大旅客専用線（中国語版）、烏大高速鉄道（中国語版）が発着する高速鉄道の駅。当駅から省都の太原へは高速列車で1時間半から2時間[4]、首都北京へは2時間である。[5]

道路
- G109国道
- G208国道
- 宣大高速道路（中国語版）

## 観光名所
- 雲崗の石窟寺院（世界遺産）
- 万里の長城
- 華厳寺
- 九龍壁 - 大同に封じられた明の太祖朱元璋の第十三子・朱桂の王府跡。
- 懸空寺

## 友好都市
- - 福岡県大牟田市（日本）

## 舞台とした作品

### 映画
- 青の稲妻（2002年）
- 帰れない二人（2018年）
- 新世紀ロマンティクス（2024年）